# Фински рат
Фински рат је рат између Шведске и Русије, који је трајао од фебруара 1808. до септембра 1809. за време Наполеонових ратова. Русија је победила у рату, а Финска, која је припадала Шведској постала је део Русије као Велика кнежевина Финска (Велико војводство Финска). Шведска је после пораза прогласила нови устав и нову династију, династију Наполеоновог маршала Жана Батиста Бернадота. Током рата руска војска је прешла залеђени Ботнијски залив, нашла се близу Стокхолма и присилила Шведску на примирје.

## Увод
Када је руски цар Александар I Романов закључио са Наполеоном 1807. Тилзитски мир предлагао је да се шведски краљ Густав IV Адолф придружи континенталном систему блокаде. Шведски краљ је Наполеона сматрао непријатељем, а Британију традиционалним савезником. Осим тога схватао је какве тешке последице блокада може имати по шведску поморску трговину. краљ је отишао у Британију да преговара о нападу на Данску, да би заузео њихове поседе у Норвешкој.
Британска Краљевска морнарица је напала Копенхаген и проглашен је 1807. рат између Енглеске и Русије. Руски цар је ултимативно захтевао од шведског краља да затвори Балтичко море за све стране бродове. Требало је два месеца да шведски краљ одговори. Тад је рекао да не може удовољити руском захтеву док год Французи контролишу велике балтичке луке. 
Шведски официри су сумњали да имају шансе у рату са много искуснијом и већом руском војском, али краљ је сматрао да се Шведска може одбранити. Пошто Шведска није поступила по руском ултиматуму, то је узето као разлог за избијање рата и заузимање Финске.

## Фебруар-мај 1808.
Под командом фон Буксхевдена око 24.000 руских војника је 21. фебруара 1808. прешло границу. Заузели су Хаменлин. Шведски краљ је неприпремљен дочекао напад, посебно јер је напад извршен без формалне објаве рата. Објава рата је уследила тек у априлу. У Финској се налазило око 21.000 Швеђана у различитим тврђавама. Остатак шведске војске налазио се на југу Шведске и нису смели да се прикључе због страха од напада из Данске.
План шведског команданта Јохана Адама Кронштета је био да повуче у Остроботнију и да иза себе остави само две изоловане тврђаве у Свартолму и Свеборгу. Руси су у марту са малим бројем војника заузели без отпора Тампере, Купио и Јакобштад. Свартолм се предао након кратке опсаде. Заузели су и Хелсинки и Ханко и искрцали се на Готланду и Оландским острвима. 
Једино је остала тврђава Сеаборг (или фински Суоменлина). Та тврђава се данас налази унутар Хелсинкија. После опсаде тврђава се предала 3. маја 1808. Предало се 6.000 војника, 100 бродова и преко 700 топова.
Нови шведски командант Карл Јохан Адлеркројц је кренуо у контранапад и зауставио је руску офанзиву. Николај Тучков је био руски генерал, који је освајао север Финске. Док се кретао даље остављао је гарнизоне у освојеним тврђавама и тако је смањио своју војску на 4.000 војника. Показало се да има недовољно војника да би пацификовао непријатељску земљу. Финци су подигли устанак и повели герилски рат. Борбе су се водиле и у Хамини крај Котке. Два руска одреда су била и поражена од герилских јединица.
На Готланду је у мају шведска флотила уз помоћ становништва присилила руски гарнизон на предају. Британска флота са 14.000 војника је 26. маја ушла у луку Готенбург, али због различитих несугласица са шведским краљем никад се нису искрцали, него су отишли у Шпанију. Шведској су оставили 16 бојних бродова.

## Август-септембар 1808.
Руси су били истерани из средишње Финске, па су руске снаге биле растегнуте на дугој линији Пори-Тампере-Микели. Руси су добили појачања и имали су 55.000 војника насупрот 36.000 противничких војника. Руски гроф Николај Каменски је одлучио да искористи бројчану надмоћ. Швеђани су добили једну битку, али поражени су у неколико важнијих битака. Руси су спречили њихов покушај искрцавања код Туркуа. У источној Финској Руси су постепено гасили герилски покрет, а на југу Финске су битно поправили свој положај.
На северу ситуација је била много компликованија. Тек су око 26. септембра Руси успели да консолидују своје редове и крену напред. Међутим, три дана касније због ранијег доласка зиме фон Буксхевден је потписао примирје. Цар је одбио да потпише примирје, а Буксхевдена је сменио у децембру и на његово место поставио Бориса Кноринга као новог главнокомандујућег.
Шведска позиција је била погоршана јер је била у рату са Данском и Француском. Наполеонов генерал Жан Батист Бернадот (будући краљ Шведске) напао је из Данске са 45.000 војника, а из Норвешке је напало 36.000 војника. Због тога је Шведска морала да готово све снаге распореди у јужну Шведску и на границу са Норвешком.

## Зима 1809.
Временом су руске снаге прегазиле Финску. Главнина шведске војске је била ангажована у одбрани од инвазије из Данске. Шведска је 19. новембра 1809. потписала конвенцију из Олкијокија, по којој је шведска војска морала напустити Финску. Руски цар је сад имао жељу да пренесе рат и на територију уже Шведске.
Имајући на уму цареву жељу Каменски је предложио смео подухват, да руска војска пређе залеђени Ботнички залив у два смера. Једним смером да иду од Васа до шведског града Умео. Другим смером да иду од Туркуа до Оландских острва, а одатле до близине Стокхолма. За трећи део руске војске је предвићао да иде копном.
Борис Кноринг је ту идеју сматрао нереалном. Цар је инсистирао да се план одмах спроведе, али Кноринг је успео да све одуговлачи до марта. Цар је послао министра рата да изврши додатни притисак на Кноринга.

## Пролеће 1809.
У Шведској је краљ Густав IV Адолф био оптужен за губитак Финске и свргнут је, а на његово место је дошао његов ујак Карл XIII
Руси су прешли преко залеђеног Ботничког залива. Багратионов корпус од 17.000 војника је 17. марта заузео Оландска острва. Јаков Петрович Куљнев је предводио претходницу, која је прешла залеђено море и 19. марта 1809. стигла на шведску обалу на 70 километара од Стокхолма. Када је вест о доласку руске војске близу Стокхолма шокирала Шведску, краљ је послао изасланство да са Кнорингом преговара о миру. Руски командант се сложио и наредио је Куљневу да се врати на Оландска острва. 
У међувремену под вођством Барклаја де Толија 5.000 Руса је прешло замрзнути залив још северније и 24. марта су ушли у Умео. Трећи део руске војске под заповедништвом грофа Шувалова је дошао до Торниа, где су опколили шведску војску и присили их на предају 25. марта 1809. Цар је након шест дана стигао у Турку и био је љут када је чуо за примирје. Сменио је Кноринга, поништио примирје и поставио је Барклаја де Толија на место главнокомандујућег. Непријатељства су се наставила до маја, када је Шувалов дошао до Умео. Каменски је постао тада командант те руске јединице уместо Шувалова.

## Лето 1809.
У августу 1809. шведски цар је покушао да склопи за њега прихватљивији мир, па је наредио Санделсу да нападне Русе под командом Каменског са севера. Те последње битке рата показале су се неодлучне, а Каменски је успешно неутрализовао шведску контраофанзиву.
Споразумом у Хамини 17. септембра 1809. Шведска је 
- предала целу Финску и део Лапоније источно од реке Торне, што и данас чини границу Финске и Шведске.
- затворила луке за британске бродове и придружила се континенталном систему, што је довело до формалне објаве рата Великој Британији

Русија је 6. јануара 1810. била посредник у мировним преговорима Француске и Шведске.
Русија је створила нову кнежевину звану Велика кнежевина Финска звана некад и Велико војводство Финска. У саставу војводства су били и делови старе Финске. Велико војводство Финска је све до 1919. задржала шведски устав из 1772. са модификацијама.